# Hieronymus Lauretus
Hieronymus Lauretus, alias Jeroni de Lloret (* 1506; † 1571), war ein Benediktiner und Verfasser des für die barocke Allegorese zentralen und in ganz Europa bis ins 18. Jahrhundert nachgedruckten Nachschlagewerks Silva Allegoriarum totius Sacrae Scripturae (Wald der Allegorien aus der Heiligen Schrift). Das Werk listet eine Vielzahl von Lexemen auf, die jeweils hinsichtlich ihrer allegorischen Bedeutung für die Auslegung der Bibel erläutert werden.
Friedrich Ohly bezeichnete das Werk in der Einleitung zum Nachdruck 1971 als Schatzhaus eines guten Jahrtausends allegorischer Auslegung des Wortschatzes der Bibel, welches das ganze mittelalterliche Erbe an spiritueller Wortexegese an die Neuzeit bis ins 18. Jahrhundert weiter gegeben hätte.

## Werk
- Silva Allegoriarum totius Sacrae Scripturae. Barcelona 1570. (Digitalisat der Ausgabe von 1583)

Nachdruck der 10. Ausgabe, Köln 1681: Friedrich Ohly (Hrsg.): Silva Allegoriarum totius Sacrae Scripturae. München 1971.